# Energía Argentina
Energía Argentina es una empresa pública perteneciente al Gobierno de Argentina y encargada del sector petrolero y energético de dicho país. Fue creada el 29 de diciembre de 2004 por la administración de Néstor Kirchner bajo el nombre de Energía Argentina S.A. (ENARSA), el cual fue cambiado por IEASA en noviembre de 2017 para volver al original en 2022.
Energía Argentina se dedica al estudio, exploración y explotación de yacimientos de hidrocarburos, el transporte, almacenaje, distribución, comercialización e industrialización de estos productos y sus derivados, el transporte y distribución de gas natural, y la generación, transporte, distribución y comercialización de energía eléctrica.

## Historia

### Contexto
Su fundación estuvo relacionada con la necesidad política del Estado de contar con un espacio en el oligopolio desarrollado en el mercado petrolero argentino luego de que la antigua Yacimientos Petrolíferos Fiscales (YPF) —la mayor empresa del país—, fuera privatizada durante los años 1990 y pasara a manos del grupo español Repsol.[cita requerida]
A través del Plan Energético Nacional 2004-2019, lanzado por el entonces presidente Kirchner, Argentina comenzó a reducir la participación hidrocarburífera en la matriz primaria y, paralelamente, inauguró una política en energías alternativas y renovables. Con la Ley 26.190, o Ley de Régimen de fomento nacional para el uso de fuentes renovables, aprobada por el gobierno a fines de 2006, el país dio el primer paso hacia la diversificación energética.

### Creación
A mediados de 2004 se envía al Congreso de la Nación el proyecto de creación de ENARSA. La iniciativa fue aprobada con modificaciones, siendo promulgada como Ley 25.943. Esta ley dispuso que ENARSA contaba entre sus activos con el monopolio legal sobre de la exploración y explotación de la plataforma submarina del mar Argentino, correspondientes al Estado Nacional por la denominada "Ley Corta". 
El 2 de noviembre de 2004, mediante la sanción de la Ley 25.943 y promulgada por el Poder Ejecutivo con el decreto 1529/2004 se creó Energía Argentina Sociedad Anónima (ENARSA). Teniendo como objetivo llevar a cabo el estudio, exploración y explotación de los yacimientos de hidrocarburos, el transporte, el almacenaje, la distribución, comercialización e industrialización de estos y sus derivados. Así como el abastecimiento y distribución de Gas natural. También se encargará de generar, transportar, distribuir y comercializar energía eléctrica. 
Desde su creación, la empresa ha sido una herramienta de política energética con un rol central en el abastecimiento de gas natural y el desarrollo de infraestructura energética en la Argentina.
La titularidad de la empresa está repartida de la siguiente manera:
- Un 97,94% perteneciente al Estado nacional;
- Provincia de Chubut, Formosa y Río Negro 0,20% cada una;
- Provincia de Buenos Aires, Córdoba, Corrientes, Chaco, Jujuy, La Pampa, Mendoza, Neuquén, San Juan, Santa Cruz, Santiago del Estero y Tierra del Fuego 0,12% cada una
- Nucleoélectrica Argentina S.A. 0,01%

### Gestión durante los gobiernos de Néstor y Cristina Kirchner (2004-2015)
En mayo de 2004, Néstor Kirchner nombró al ingeniero Exequiel Espinosa, quien se había desempeñado como subsecretario de Hidrocarburos de Chubut, como presidente de ENARSA.

#### Acuerdos de explotación con PDVSA y otras petroleras
En 2005 firmaron acuerdos directos con empresas extranjeras (como Petrobras, Enap Sipetrol, Repsol YPF y Ancap) para la exploración de 4 áreas en el mar Argentino.
El 19 de enero de 2006, Enarsa (junto a PDVSA) firmó un contrato para la búsqueda y explotación petrolera en el Bloque 6 Ayacucho, en la Faja Petrolera del Orinoco (Venezuela), descubriendo una zona donde se estiman reservas que rondan los 450 a 500 millones de metros cúbicos de petróleo. De esta forma Enarsa se asoció con PDVSA en esta zona y para dos bloques de la Cuenca del golfo San Jorge, en zona offshore de Argentina. El acuerdo contempla que la Argentina obtenga el 50% de las reservas halladas (unos 250 millones metros cúbicos), equivalentes a 13 años de producción. Aunque Venezuela ha aportado un capital igual al de la Argentina, Argentina ha brindado el servicio de los técnicos necesarios para la proyección de los pozos.
Hacia el 2010, la actividad de ENARSA se orientaba mayoritariamente a las cuestiones vinculadas a la energía y en segundo término a las petroleras. La empresa es la encargada de efectuar las licitaciones y compras al exterior de combustibles (fundamentalmente fuel oil, gas oil y gas natural licuado).

#### Obras de infraestructura
En los últimos años de este período se encararon una gran cantidad de obras públicas como la inversión en energía por más de 80.000 millones de pesos, instalando más de 8.700 megavatios, tendiendo más de 4.000 kilómetros de líneas de alta tensión.
Enarsa construyó entre 2011 y 2014 el parque Loma Blanca IV, en inmediaciones de la ciudad de Rawson. El proyecto, constituido por cuatro módulos de 50 MW, es uno de los más importantes de energía eólica de Sudamérica. Implicó una inversión de 126 millones de dólares, que genera energía suficiente para abastecer el consumo anual de casi 70.000 hogares, y evitará la emisión a la atmósfera de unas 128.000 toneladas anuales de CO2. A su vez, implicará un ahorro anual en combustible de 48 millones de m³ de gas natural (equivalente al consumo de 40.000 hogares) o bien de 45.875 m³ de gasoil. El terreno de 4.100 hectáreas contiene 17 aerogeneradores.
En 2012 se aprobó un plan de inversión para la conclusión de las plantas de Ensenada de Barragán (en Buenos Aires) y Brigadier López (en Santa Fe), entre otras. La potencia prevista en ciclo combinado de la planta de Ensenada de Barragán llegará a 836 megawatt, mientras la de Brigadier López alcanzará los 413 megawatt. La central térmica se levanta en el Polo Petroquímico de Ensenada en la provincia de Buenos Aires sobre la Ruta Provincial N° 11 y prevé una inversión total de unos 5.500 millones pesos. El otro emprendimiento de magnitud que Enarsa impulsa ese año es el Gasoducto del Noreste Argentino (GNEA), de 4.131 kilómetros de extensión. Con una participación del 20% en el proyecto, ENARSA impulsa de esta manera un negocio con atractivas posibilidades de crecimiento, orientado a generar además importantes beneficios de seguridad, ambientales y tecnológicos.
En 2013 se habilitó el Parque Eólico El Tordillo, ubicado a 40 km al oeste de Comodoro Rivadavia, en la Provincia de Chubut, administrado conjuntamente entre Vientos de la Patagonia I S.A., empresa perteneciente a ENARSA y a la provincia del Chubut – titular del proyecto- tendrá a su cargo la operación del primer parque eólico de potencia construido y conectado a la red con tecnología nacional.
En 2015 Cristina Fernández de Kirchner inauguró las obras del Gasoducto del Noreste Argentino, a cargo de Enarsa, que permite la extensión de la red domiciliaria de gas en las provincias de Salta, Formosa, Chaco, Misiones, Corrientes, Santa Fe y Entre Ríos. La concreción de dichas obras beneficiará a 103 localidades del Noreste argentino, donde residen 1,3 millones de habitantes.

### Gestión de Mauricio Macri (2016-2019)
En 2016 tras la asunción de Mauricio Macri, ENARSA pasa de la órbita del Ministerio de Planificación Federal, Inversión Pública y Servicios al flamante Ministerio de Energía y Minería, en el que se nombró a Juan José Aranguren. La nueva gestión cambió el directorio de ENARSA, dejando únicamente a Tamara Pérez Balba de origen radical. La presidencia de la empresa quedó a cargo de Hugo Balboa.
Ese mismo año el envío de un barco de Gas Natural Licuado (GNL) se canceló y tres se reprogramaron para 2017, lo que implicó un costo adicional de 1,5 millones de U$S. Desde la empresa explicaron que el consumo sería menor que el esperado debido a que las temperaturas de agosto fueron más altas que lo pronosticado. En noviembre el organismo anticorrupción abrió una investigación por posibles sobreprecios e irregularidades en el proceso licitatorio que llevó adelante Enarsa para contratar los remolcadores de los barcos de gas licuado, un negocio anual del orden de los 50 millones de dólares. Este negocio había sido preadjudicado a la firma local “Logística y Servicios Maritímos SA” que pertenece a la familia Samarín y no cuenta con remolcadores propios.
En agosto de 2016, el juez federal Luis Rodríguez Días ordenó el allanamiento del Ministerio de Energía en el marco de una causa iniciada contra el ministro Juan José Aranguren por la compra de gas a Chile. El juez investiga si Aranguren decidió dejar de comprar gas a Bolivia para importarlo más caro desde Chile y así beneficiar a la empresa Shell, de la que el ministro es accionista. Según investigaciones del fiscal Stornelli, Aranguren concretó a través de Enarsa un contrato de compra de gas a Chile con un precio de 6,90 U$S por millón de BTU, un 53% más caro que el gas natural licuado que llega por barcos a un promedio de 4,50 U$S por millón de BTU y un 128% más elevado que los 3,02 U$S por millón de BTU que se abonaba durante el gobierno anterior por las importaciones provenientes de Bolivia. Semanas después, Aranguren fue imputado penalmente en la causa. La acusación incluyó además la denuncia sobre la adjudicación que Aranguren concretó a la petrolera Shell de siete de las ocho licitaciones abiertas para la importación de gasoil por barcos al país.
Para el abastecimiento de gas del año 2017, Enarsa le adjudicó el contrato —de aproximadamente 709 millones de U$S— a las empresas Shell y Trafigura, esta última envuelta en el escándalo Lava Jato. En total Shell se llevará 265,3 millones de dólares y Trafigura unos 188,7 millones de dólares. Las publicaciones fueron realizadas después del escándalo interno que se generó en 2016 por el caso de un buque con GNL adquirido a la multinacional con sede en Suiza, Trafigura, del que nunca se supo el destino. La falta de información sobre el barco importado por Trafigura, abrió una luz de sospechas en la Justicia brasileña donde investigan a ese grupo empresario por el pago de sobornos millonarios en el marco del Lava Jato. Finalmente Mariano Marcondes Ferraz, ejecutivo del Grupo Trafigura fue detenido por la Policía Federal brasileña en el aeropuerto internacional de Guarulhos, en São Paulo, desde donde partía hacia Londres, acusado por corrupción y lavado de dinero.
En octubre de 2017 mediante el decreto 882/2017 ENARSA absorbió Emprendimientos Energéticos Binacionales S.A. (EBISA), una sociedad  responsable de desarrollar proyectos y estudios, prestar servicios de consultoría, preparar licitaciones y supervisar obras relacionadas con el sector eléctrico.
En noviembre de 2017 la empresa cambió su nombra a Integración Energética Argentina S.A. (IEASA).

### Gestión de Alberto Fernández (2020-2023)
En marzo de 2020 el presidente nombró a Andrés Cirnigliaro como presidente de IEASA. La empresa pasó a depender del Ministerio de Desarrollo Productivo, aunque en agosto de 2020 volvió al Ministerio de Economía. En febrero de 2021 hubo cambio de autoridades y la presidencia fue asumida por Agustín Gerez, quien se desempeñaba hasta ese momento como gerente general.
En 2022 la empresa volvió de denominarse ENARSA.
El 16 de noviembre de 2022 comenzó la construcción del Gasoducto Presidente Néstor Kirchner que en una primera etapa transportará gas desde el yacimiento de Vaca Muerta hasta la ciudad bonaerense de Salliqueló. La extensión total del gasoducto es de 573 km y es la primera obra en el país en utilizar soldadoras automáticas. Se esperaba que estuviese operativo para el 20 de junio de 2023. Finalmente fue inaugurado el 9 de Julio de 2023.

### Gestión de Javier Milei (2023 a la actualidad)
El gobierno de Javier Milei designó a Juan Carlos Doncel Jones como presidente de la compañía.
Enarsa tiene a su cargo la Reversión del Gasoducto Norte y la construcción de las represas Néstor Kirchner y Jorge Cepernic en Santa Cruz, entre otros proyectos.

## Empresas en las que Energía Argentina S.A. tiene participación

### Enarsa Servicios SA
ENARSA Servicios S.A. (ENSSA) fue creada en agosto de 2006, como una sociedad entre ENARSA (80%) e INVAP Ingeniería S.A. (20%). Tiene por objetivo impulsar el desarrollo tecnológico prestando servicios vinculados a la actividad energética en general, y al sector petrolero en particular, tanto en Argentina como en el exterior, abarcando entre otros, ingeniería, mediciones, diseño y construcción de instalaciones y servicios de logística. En especial se enfoca en las áreas de exploración y producción de hidrocarburos, reactivación y/o ampliación de refinerías, desarrollo de redes de estaciones de servicio, generación y distribución de energía eléctrica y desarrollo de energías alternativas como biocombustibles y parques eólicos, entre otras. Su objetivo fundacional es la incorporación de “know how”, la vinculación y el aporte al desarrollo de pequeñas compañías locales de tecnología aplicada y la satisfacción de las necesidades de aquellas áreas donde pueda existir déficit de servicios en la actualidad.

### Vientos de la Patagonia SA
En julio de 2006 se crea esta empresa entre ENARSA (80%) y el gobierno de la provincia del Chubut (20%) con el objeto llevar a cabo el diseño, construcción, puesta en marcha, operación, desarrollo y mantenimiento del primer parque eólico argentino de gran potencia que se espera conectar a la red nacional, ubicado en las proximidades de la ciudad de Comodoro Rivadavia. Su objetivo era pasar de un estadio "experimental" de la energía eólica en el país a una producción consolidada.

### ENARSA Patagonia
Enarsa tiene el 90% en Enarsa Patagonia, dedicada a la generación de energía eólica.

### Parque Eólico Arauco
Enarsa tiene el 7,68% del Parque Eólico Arauco, ubicado en la provincia de La Rioja.

### CITELEC S.A.
Enarsa posee el 50% de las acciones de Citilec, la controlante de Transener, empresa que tiene a su cargo la red troncal de transporte de energía en alta tensión, y Transba, que opera las líneas de transporte de energía de la provincia de Buenos Aires.

## Nómina de presidentes
| Presidente               | Período         |
| ------------------------ | --------------- |
| Exequiel Espinosa        | 2004-2013       |
| Walter Fagyas            | 2013-2015       |
| Hugo Balboa              | 2015-2019       |
| Claudia Mundo            | 2019-2019       |
| Andrés Cirnigliaro       | 2020-2020       |
| Agustín Gerez            | 2021-2023       |
| Juan Carlos Doncel Jones | 2023-actualidad |